# Alexandre Chodkiewicz
 (septembre 2020).
Si vous disposez d'ouvrages ou d'articles de référence ou si vous connaissez des sites web de qualité traitant du thème abordé ici, merci de compléter l'article en donnant les références utiles à sa vérifiabilité et en les liant à la section « Notes et références ».
Pour les articles homonymes, voir Chodkiewicz.
Alexandre Chodkiewicz,, né le 4 juin 1776 à Tchernobyl et mort le 24 janvier 1838 à Mlyniv, est un militaire, homme politique, chercheur en technique et chimie, poète, lithographe, collectionneur et mécène polonais. Franc-maçon, il a atteint le 33ème et dernier degré du Rite écossais ancien et accepté. 
Sur le plan militaire, il fut notamment colonel de l'armée du grand duché de Lituanie et général de l'armée polonaise.
Il fut également sénateur du Royaume de Pologne et député du district de Sandomierz de 1820 à 1825.